# 그레그 지언포테이
그레고리 리처드 지언포테이(영어: Gregory Richard Gianforte, 영어 발음: /ˌdʒi.ənˈfɔːrteɪ/, 1961년 4월 17일 ~ )는 미국의 기업인, 정치인이다. 2021년부터 몬태나주의 주지사로 재임 중이다.

## 학력
- 스티븐스 공과대학교 전기공학 B.E.
- 스티븐스 공과대학교 컴퓨터과학 M.S.

## 경력
- 2017.06 ~ 2021.01 제115·116대 미국 몬태나주 광역구 하원의원
- 2021.01 ~ 제25대 몬태나 주지사

## 역대 선거 결과
| 선거명        | 직책명                   | 대수  | 정당   | 득표율 | 득표수    | 결과 | 당락                   |
| ------------- | ------------------------ | ----- | ------ | ------ | --------- | ---- | ---------------------- |
| 2016년 선거   | 몬태나 주지사            | 24대  | 공화당 | 46.36% | 236,115표 | 2위  | 낙선                   |
| 2017년 재선거 | 하원의원 (몬태나 선거구) | 115대 | 공화당 | 49.94% | 190,520표 | 1위  | 몬태나주 하원의원 당선 |
| 2018년 선거   | 하원의원 (몬태나 선거구) | 116대 | 공화당 | 50.88% | 256,661표 | 1위  | 몬태나주 하원의원 당선 |
| 2020년 선거   | 몬태나 주지사            | 25대  | 공화당 | 54.43% | 328,548표 | 1위  | 몬태나 주지사 당선     |
| 2024년 선거   | 몬태나 주지사            | 25대  | 공화당 | 58.86% | 354,569표 | 1위  | 몬태나 주지사 당선     |